# ISO 639:q
Dies ist die Liste der ISO-639-3-Sprachcodes beginnend mit q.
Index |
a |
b |
c |
d |
e |
f |
g |
h |
i |
j |
k |
l |
m |
n |
o |
p |
q |
r |
s |
t |
u |
v |
w |
x |
y |
z
Abkürzungen werden in der Tabelle wie folgt verwendet:
- Scope: I = individual language (Einzelsprache), M = macrolanguage (Makrosprache), S = Spezialcode
- Type: A = ancient (alte Sprache, ausgestorben in alter Zeit), C = constructed (konstruiert), E = extinct (ausgestorben in jüngerer Zeit), H = historical (historische Sprache, unterschieden von ihrer modernen Sprachform), L = living (lebende Sprache), S = Spezialcode

Zurückgezogene Codes (retired codes) sind in Klammern eingeschlossen.
Die Spalte Sprachenfamilie enthält die Sprachfamilie oder die Makrosprache der jeweiligen Sprache.
Werden Codes hier nicht gefunden, könnten sie auch noch unter ISO-639-2- oder unter ISO-639-5-Codes zu finden sein.
| 639-3   | 639-1 | 639-2B | Sprache                               | ISO-Sprachbezeichnung                  | Scope/ Type | Sprachenfamilie         |
| ------- | ----- | ------ | ------------------------------------- | -------------------------------------- | ----------- | ----------------------- |
| qaa–qtz |       |        | „Reserviert für lokale Nutzung“       | Reserved for local use                 | S/S         |                         |
| qua     |       |        | Quapaw                                | Quapaw                                 | I/L         | Sioux-Sprachen          |
| qub     |       |        | Huallaga-Quechua                      | Quechua, Huallaga Huánuco              | I/L         | Quechua                 |
| quc     |       |        | Quiché                                | Quiché, Central                        | I/L         | Maya-Sprachen           |
| qud     |       |        | Calderón-Hochland-Kichwa              | Quichua, Calderón Highland             | I/L         | Quechua                 |
| que     | qu    | que    | Quechua, Quichua, Kichwa              | Quechua                                | M/L         | Quechua                 |
| quf     |       |        | Inkawasi-Kañaris, Lambayeque-Quechua  | Quechua, Lambayeque                    | I/L         | Quechua                 |
| qug     |       |        | Chimborazo-Hochland-Kichwa            | Quichua, Chimborazo Highland           | I/L         | Quechua                 |
| quh     |       |        | Südbolivianisches Quechua             | Quechua, South Bolivian                | I/L         | Quechua                 |
| qui     |       |        | Quileute                              | Quileute                               | I/L         | Chimakum-Sprachen       |
| (quj)   |       |        | Quiché, Joyabaj                       | Quiché, Joyabaj                        | I/L         | Maya-Sprachen           |
| quk     |       |        | Chachapoyas-Quechua                   | Quechua, Chachapoyas                   | I/L         | Quechua                 |
| qul     |       |        | Nordbolivianisches Quechua            | Quechua, North Bolivian                | I/L         | Quechua                 |
| qum     |       |        | Sipakapensisch                        | Sipacapense                            | I/L         | Maya-Sprachen           |
| qun     |       |        | Quinault                              | Quinault                               | I/E         | Salish-Sprachen         |
| qup     |       |        | Süd-Pastaza-Kichwa                    | Quechua, Southern Pastaza              | I/L         | Quechua                 |
| quq     |       |        | Quinqui                               | Quinqui                                | I/L         | Sondersprache           |
| qur     |       |        | Chaupihuaranga-Yanahuanca             | Quechua, Yanahuanca Pasco              | I/L         | Quechua                 |
| qus     |       |        | Quechua von Santiago del Estero       | Quichua, Santiago del Estero           | I/L         | Quechua                 |
| (qut)   |       |        | Quiché, West Central                  | Quiché, West Central                   | I/L         | Maya-Sprachen           |
| (quu)   |       |        | Quiché, Eastern                       | Quiché, Eastern                        | I/L         | Maya-Sprachen           |
| quv     |       |        | Sakapultekisch                        | Sacapulteco                            | I/L         | Maya-Sprachen           |
| quw     |       |        | Tena-Flachland-Kichwa                 | Quichua, Tena Lowland                  | I/L         | Quechua                 |
| qux     |       |        | Yauyos-Quechua                        | Quechua, Yauyos                        | I/L         | Quechua                 |
| quy     |       |        | Chanka-Quechua, Ayacucho-Quechua      | Quechua, Ayacucho                      | I/L         | Quechua                 |
| quz     |       |        | Cusco-Quechua                         | Quechua, Cusco                         | I/L         | Quechua                 |
| qva     |       |        | Ambo-Pasco                            | Quechua, Ambo-Pasco                    | I/L         | Quechua                 |
| qvc     |       |        | Cajamarca-Quechua                     | Quechua, Cajamarca                     | I/L         | Quechua                 |
| qve     |       |        | Ost-Apurímac-Quechua                  | Quechua, Eastern Apurímac              | I/L         | Quechua                 |
| qvh     |       |        | Huamalíes/Dos-de-Mayo-Huánuco-Quechua | Quechua, Huamalíes-Dos de Mayo Huánuco | I/L         | Quechua                 |
| qvi     |       |        | Imbabura-Hochland-Kichwa              | Quichua, Imbabura Highland             | I/L         | Quechua                 |
| qvj     |       |        | Loja-Hochland-Kichwa                  | Quichua, Loja Highland                 | I/L         | Quechua                 |
| qvl     |       |        | Cajatambo/Nord-Lima-Quechua           | Quechua, Cajatambo North Lima          | I/L         | Quechua                 |
| qvm     |       |        | Margos-Yarowilca-Lauricocha-Quechua   | Quechua, Margos-Yarowilca-Lauricocha   | I/L         | Quechua                 |
| qvn     |       |        | Tarma/Nord-Junín                      | Quechua, North Junín                   | I/L         | Quechua                 |
| qvo     |       |        | Napo-Kichwa                           | Quechua, Napo Lowland                  | I/L         | Quechua                 |
| qvp     |       |        | Pacaraos-Quechua                      | Quechua, Pacaraos                      | I/L         | Quechua                 |
| qvs     |       |        | Lamas-Quechua                         | Quechua, San Martín                    | I/L         | Quechua                 |
| qvw     |       |        | Waylla Wanca                          | Quechua, Huaylla Wanca                 | I/L         | Quechua                 |
| qvy     |       |        | Queyu                                 | Queyu                                  | I/L         | Qiang-Gyalrong-Sprachen |
| qvz     |       |        | Nord-Pastaza-Kichwa                   | Quichua, Northern Pastaza              | I/L         | Quechua                 |
| qwa     |       |        | Corongo-Ancash-Quechua                | Quechua, Corongo Ancash                | I/L         | Quechua                 |
| qwc     |       |        | Klassisches Quechua                   | Quechua, Classical                     | I/H         | Quechua                 |
| qwh     |       |        | Huaylas-Ancash-Quechua                | Quechua, Huaylas Ancash                | I/L         | Quechua                 |
| qwm     |       |        | Kumanisch                             | Kuman (Russia)                         | I/E         | Kiptschakische Sprachen |
| qws     |       |        | Sihuas-Ancash-Quechua                 | Quechua, Sihuas Ancash                 | I/L         | Quechua                 |
| qwt     |       |        | Kwalhioqua-Tlatskanai                 | Kwalhioqua-Tlatskanai                  | I/E         | Athapaskische Sprachen  |
| qxa     |       |        | Chiquián/Ancash-Quechua               | Quechua, Chiquián Ancash               | I/L         | Quechua                 |
| qxc     |       |        | Chincha-Quechua                       | Quechua, Chincha                       | I/L         | Quechua                 |
| qxh     |       |        | Panao/Huánuco-Quechua                 | Quechua, Panao Huánuco                 | I/L         | Quechua                 |
| (qxi)   |       |        | Quiché, San Andrés                    | Quiché, San Andrés                     | I/L         | Maya-Sprachen           |
| qxl     |       |        | Salasaca-Hochland-Kichwa              | Quichua, Salasaca Highland             | I/L         | Quechua                 |
| qxn     |       |        | Nord-Conchucos-Ancash-Quechua         | Quechua, Northern Conchucos Ancash     | I/L         | Quechua                 |
| qxo     |       |        | Süd-Conchucos-Ancash-Quechua          | Quechua, Southern Conchucos Ancash     | I/L         | Quechua                 |
| qxp     |       |        | Puno-Quechua                          | Quechua, Puno                          | I/L         | Quechua                 |
| qxq     |       |        | Kaschgaisch, Kaschkai, Qaschqai       | Qashqa'i                               | I/L         | Oghusische Sprachen     |
| qxr     |       |        | Cańar-Hochland-Kichwa                 | Quichua, Cańar Highland                | I/L         | Quechua                 |
| qxs     |       |        | Südliches Qiang                       | Qiang, Southern                        | I/L         | Qiang-Gyalrong-Sprachen |
| qxt     |       |        | Santa Ana de Tusi Pasco               | Quechua, Santa Ana de Tusi Pasco       | I/L         | Quechua                 |
| qxu     |       |        | Arequipa/La Unión-Quechua             | Quechua, Arequipa-La Unión             | I/L         | Quechua                 |
| qxw     |       |        | Shawsha Wanka                         | Quechua, Jauja Wanca                   | I/L         | Quechua                 |
| qya     |       |        | Quenya                                | Quenya                                 | I/C         | Konstruierte Sprache    |
| qyp     |       |        | Quiripi-Naugatuck                     | Quiripi                                | I/E         | Algonkin-Sprachen       |